# Kurt Göranzon
Kurt Albert Göranzon, född Göransson den 4 mars 1908 i Ekeby socken, Närke, död den 1 juli 1986 i Örebro, var en svensk affärsman och författare.

## Biografi
Föräldrar var köpmannen Albert och Gertrud Göransson. Efter folkskolan läste Göranzon kurser i flera olika ämnen på korrespondens. Han var affärsman men drev också ett bokförlag som gav ut skrifter för amatörteatern, däribland ett stort antal som han själv skrev. Dessa är folklustspel och humoristiska sketcher, varav vissa på närkesdialekt. Kurt Göranzon är begravd på Almby kyrkogård.

### Varia
- Några sminkningsanvisningar för teateramatörer. Sköllersta: Förf. 1927. Libris 1330866
- 10 år bland teaterpjäser. Borlänge. 1934. Libris 2681862
- I möteslokal och föreningssal : en bok om föreningslivet i Östernärke / Kurt Göranzon, Allan Thybell. Vadstena: Abetryck. 1945. Libris 1398692